# Бойович, Радош
Радош Бойович (серб. Радош Бојовић, 1919, Чичково — 31 мая 1943, Тьентиште) — югославский партизан, участник Народно-освободительной войны. Народный герой Югославии.

## Биография
Родился в 1919 году в селе Чичково близ Ариле в бедной крестьянской семье. Окончив школу, занялся земледелием, помогая родным и близким. В июне 1941 года вступил в Арильскую партизанскую роту Ужицкого партизанского отряда, с которой участвовал во всех боях 1941 года. В ноябре был принят в Союз коммунистической молодёжи Югославии, а затем и в Коммунистическую партию Югославии.
Проявлял большую храбрость в разнообразных боях. Так, в январе 1942 года на реке Увац на Павловицком мосту его рота подверглась нападению чётников. Радош со своим ручным пулемётом засел в снегу и открыл огонь по неприятелю. Чётники понесли большой урон, а сам Радош с большим трудом выбрался из сугробов. 1 марта 1942 года в Чайниче была сформирована 2-я пролетарская ударная бригада, куда вошёл и Радош (во 2-ю роту 1-го батальона). С бригадой прошёл множество боёв, в том числе и бой на Маняче в сентябре 1942 года, когда Радош со своей ротой неожиданно ударил в тыл противника. В конце 1942 года в битве за Ливно он аналогично из ручного пулемёта обстреливал врежские позиции, открывая пути для атаки.
Погиб в битве на Сутьеске 31 мая 1943 года близ Тьентиште. Звание Народного героя ему было присвоено посмертно 7 июля 1953 года. В его честь родное село Чичково было позднее переименовано в Радошево.